# Ampelisca stenopa
Ampelisca stenopa är en kräftdjursart. Ampelisca stenopa ingår i släktet Ampelisca och familjen Ampeliscidae. Inga underarter finns listade i Catalogue of Life.